# Heartsease

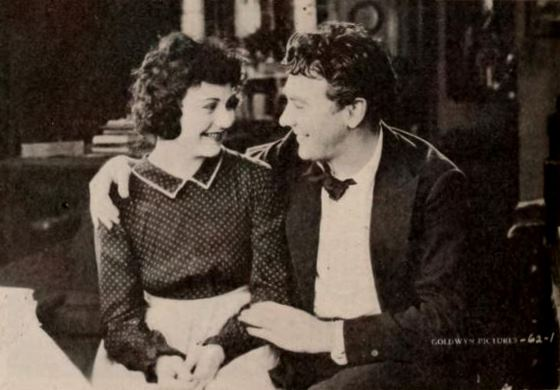
Helene Chadwick i Tom Moore en un fotograma de la pel·lícula

Heartsease és una pel·lícula muda de la Goldwyn Pictures dirigida per Harry Beaumont i protagonitzada per Tom Moore, Helene Chadwick i Larry Steers. La pel·lícula, basada en l’obra teatral homònima de Charles E. Klein, es va estrenar el 17 d’agost de 1919. Es considera una pel·lícula perduda.

## Argument
Eric Temple, un compositor que lluita per no caure en la indigència, acompanya la seva germana Alice a Irlanda per visitar la tia del seu promès. Durant la seva estada Eric s'enamora de Margaret Neville, una noia que viu amb el seu pare i la seva jove madrastra en la finca contigua. Tot i que Lord Neville voldria que Margaret es casés amb el ric Sir Geoffrey Pomfret, un músic aficionat, ella prefereix Eric ja que li ha dedicat la cançó "Heartsease" (pensament silvestre) de la seva nova òpera. Lady Neville també afavoreix Eric i promet enviar la seva partitura a un productor, mentre en secret paga alguns deutes contrets pel difunt pare d’Eric. Sir Pomfret roba la partitura de l’òpera d’Eric i diu a Lord Neville que la seva esposa estima Eric i li ha donat uns diners. Lord Neville acusa el compositor de ser un aventurer i Margaret el rebutja creient que realment ha intentat seduir la seva madrastra. Més tard, Eric és atacat pels lacais de Pomfret que el deixen amnèsic. Durant l'estrena de l’òpera, de la qual Pomfret s'ha apropiat, Eric recupera la memòria en escoltar "Heartsease" i desemmascara el seu rival. Eric i Margaret es casen mentre que Pomfret queda marginat socialment.

## Repartiment
- Tom Moore (Eric Temple)
- Helene Chadwick (Margaret Neville)
- Larry Steers (capità O'Hara)
- Alec B. Francis (Lord Neville)
- Sidney Ainsworth (Sir Geoffrey Pomfret)
- Herbert Prior (major Twombley)
- William Burgess (Peter Padbury)
- Rosemary Theby (Lady Neville)
- Mary Warren (Alice Temple)